# Actocharis
Actocharis (лат.) — род коротконадкрылых жуков, единственный в составе трибы Actocharini (подсемейство Aleocharinae). Эндемик Европы

## Описание
Мелкого размера стафилиниды, длина тела около 1-1,5 мм, характеризуются формулой члеников лапок 4-4-5, галеа заметно короче лацинии, нижнегубные щупики двучлениковые, задние крылья рудиментарны. Жуки редки, встречаются на побережье, под водорослями ниже уровня прилива.

## Систематика
Английский энтомолог Дэвид Шарп описал вид Actocharis readingii в 1870 году и до недавнего времени этот род считался монотипическим. Однако за последние двадцать пять лет немецкий энтомолог Volker Assing описал Actocharis cassandrensis из Греции (Assing, 1992) и Actocharis calabrica из Италии (Assing, 2004). Оба эти вида приурочены к Средиземноморскому региону. A. readingii за последние 150 лет собирали в Британии много раз, но всегда на юго-западе Англии в небольшом количестве мест. Сначала род Actocharis включили в Bolitocharini (=Homalotini). Позже Actocharis считали принадлежащим к подсемейству Oxytelinae, затем перевели его обратно в Aleocharinae. Недавнее исследование Orlov et al. (2020) выявили кладу, которая включает Actocharis вместе с родами Diaulota Casey, 1893 и Baeostethus Broun, 1909 из трибы Liparocephalini (обитающей в приливной зоне). На этом основаны и морфологические свидетельства их родства (отсутствие базально-латеральных пор эпифаринкса, двучлениковые губные щупики, галеа уже, чем лацинии, сближенные мезококсы, особая форма метэндостернита, расширенная вершинная лопасть парамеры), а также их общая специализация на приливной среде обитания, что предполагает, что Actocharis, единственный род трибы Actocharini, может быть членом Liparocephalini.
В 2021 году в ходе филогенетического анализа триб из подсемейства Aleocharinae таксон Actocharini был включен в кладу триб HALD (Homalotini — Actocharini — Autaliini — Liparocephalini — Diglottini; 9 триб, 2994 вида), которая образует сестринскую группу с кладой OPH (Oxypodini — Placusini — Hoplandriini и Drepanoxenini; 4 трибы, 2414 видов) и линией Aleocharini (3 трибы, 704 вида, Antillusini и Taxicerini).
- Actocharis calabrica Assing, 2004 — Италия[7]
- Actocharis cassandrensis Assing, 1992 — Греция[8]
- Actocharis readingii Sharp, 1870 — Европа[3][9]
  - = Actocharis marina Fauvel, 1870 (1871)[10][11][12]